# البصالي
البصالي هي إحدى القرى المحررة التابعة لمركز الخشنية التابع لمحافظة القنيطرة في هضبة الجولان بجنوب غرب سوريا.
مزرعة في الجولان تتبع قرية المعلّقة ناحية القصيبة محافظة القنيطرة ويقطنها 77 نسمة وترتفع 530 م.
تقع في أرض بركانية منبسطة جنوب أنابيب التابلاين غربي وادي الرقاد وهي إلى الجنوب من قرية المعلقة وتبعد عن مدينة القنيطرة 34 كم نحو الجنوب، تشرب من شبكة تستمد مياهها من قرية غدير البستان.